# Добровольская, Яна Денисовна
Яна Денисовна Добровольская (род. 8 декабря 1997, Тюмень, Россия) —  победительница национального конкурса «Мисс Россия 2016», студент психологического факультета в Московском институте психоанализа.

## Биография
Родилась 8 декабря 1997 года в Тюмени. С 6 лет стала заниматься спортивно-бальными танцами, чемпионка Европы. В 2015 году стала чемпионкой Европы и серебряным призёром чемпионата мира в составе команды «Формейшн Вера», выступала на открытии Зимних олимпийских игр в Сочи в качестве артиста.
В 2018 году с отличием окончила Тюменский государственный колледж искусств по направлению «Хореография»
Представляла Россию на конкурсе красоты Мисс мира 2016.
В 2019 году поступила на психологический факультет в Московский институт психоанализа. Имеет диплом о профессиональной переподготовке и ведет частную психологическую практику.